# Мария Плантагенет
Мари́я Плантагене́т (англ. Mary Plantagenet), также Мари́я Уо́лтемская (англ. Mary of Waltham) и Мари́я Англи́йская (англ. Mary of England; 10 октября 1344 — до 13 сентября 1361) — четвёртая дочь короля Англии Эдуарда III и его жены Филиппы Геннегау. В замужестве — герцогиня Бретани. Скончалась в течение тридцати недель после вступления в брак.

## Биография

### Происхождение и ранние годы
Мария родилась 10 октября 1344 года в епископском дворце в Уолтеме, Хэмпшир, и была четвёртой дочерью и девятым ребёнком в семье короля Англии Эдуарда III и его жены Филиппы Геннегау. По отцу девочка была внучкой короля Эдуарда II и Изабеллы Французской; по матери — Вильгельма I, графа Эно, и Жанны Валуа. Также, по отцу и по матери (по женской линии) Мария была потомком французского короля Филиппа III Смелого и Изабеллы Арагонской. С рождения воспитанием принцессы руководили Элизабет и Уильям Сент-Омер. Детство принцессы было схоже с детством её старших сестёр: помимо нянек ей был назначен обширный штат прислуги; её постоянными спутниками были братья и сёстры, с которыми она жила в различных резиденциях королевской семьи: так, согласно записям королевской детской, младшие члены семьи, в числе которых была и Мария, провели январь 1349 года в Вестминстере, февраль — в Лэнгли, весну в Вудстоке и Кларендоне, а осень и конец года дети провели в Саннинге в Беркшире.
Марии и её младшей сестре Маргарет было разрешено ограниченное число посещений семьи, они также получали меньшую сумму (20 марок в год) на собственные расходы, чем их старшие братья и сёстры. Кроме того, младшие принцессы не имели собственных украшений и владений. Весной 1361 года двор был занят переговорами между двумя претендентами на Бретонский трон, Мария нанесла продолжительный визит своему брату Джону Гонту и его жене Бланке Ланкастерской в Лестере; визит был приурочен к рождению первенца в семье брата Марии. Однако этот визит был прерван из-за смерти от чумы дяди принцессы Генри Ланкастера 24 марта 1361 года. Это был единственный оставшийся в источниках случай, когда принцесса надолго покидала дом.

### Обстоятельства обручения
За семь лет до рождения Марии, в 1337 году, король Франции из династии Валуа Филипп VI потребовал вернуть герцогство Аквитания, принадлежавшее английским королям благодаря браку Алиеноры Аквитанской с королём Англии Генрихом II Плантагенетом. В ответ король Эдуард III потребовал передачи ему французской короны по праву рождения, так как Эдуард III был последним потомком короля Франции Филиппа IV Красивого, который принадлежал к династии Капетингов. И хотя Валуа были младшей ветвью Капетингов, у них было больше прав на престол нежели у Эдуарда III, поскольку английский король был наследником через свою мать Изабеллу Французскую, а во Франции действовал Салический закон, запрещавший наследовать трон женщине и её потомкам. Конфликт вокруг Аквитании ознаменовал начало Столетней войны, во время которой король Эдуард III использовал военную силу, дипломатию и брачные связи в целях укрепления своих притязаний на французский престол.
Уже во время Столетней войны в герцогстве Бретань произошёл кризис престолонаследия. Герцог Артур II де Дрё был женат дважды: сначала на Марии Лиможской, а затем на Иоланде де Дрё, графине Монфор. От первого брака он имел трёх сыновей, в том числе наследника Жана III и Ги, графа де Пентьевр; от второго брака у него был ещё один сын — также Жан, носивший титул графа де Монфор. Жан III с неприязнью относился к детям отца от второго брака. Первые годы своего правления он пытался добиться аннулирования этого брака и исключения из наследования своих единокровных братьев и сестёр, однако всё это было безрезультатно. Поскольку Жан III был бездетным, своей наследницей он избрал Жанну де Пентьевр, дочь его младшего брата Ги, в обход другого брата — Жана де Монфора, который имел несомненно больше прав. В 1337 году Жанна де Пентьевр вышла замуж за Карла де Блуа — племянника короля Филиппа VI. Однако в 1340 году Жан III примирился с Жаном де Монфором и, по некоторым сведениям, назначил его своим наследником. В 1341 года Жан III умер, так и не назвав единственного преемника.
Большая часть дворянства поддержала Карла де Блуа, поэтому Жану де Монфору требовался могущественный сторонник. К августу 1341 года Жан де Монфор завладел большей частью герцогства и, таким образом, привлёк внимание Англии. В то же время Карл де Блуа стал официальным французским ставленником и поклялся в верности своему дяде-королю. В свою очередь Эдуард III объявил себя королём Франции, а Жан де Монфор принёс оммаж ему. Жан де Монфор был взят в плен в ноябре 1341 года; военную кампанию вместо него возглавила его жена Жанна Фландрская, также получившая поддержку английского короля во время осады Рена в обмен на доступ к порту Бреста и брак её единственного сына Жана с одной из дочерей Эдуарда III.
После снятия осады Жанна Фландрская посетила Англию в 1342 году, чтобы представить сына его будущему тестю, и оставила Жана ради его безопасности на попечении короля Эдуарда III. Мальчик был помещён в королевскую детскую, где его компаньонами стали младшие сыновья и дочери короля, в то время как его мать отбыла обратно во Францию. Мария родилась два года спустя и почти сразу стала рассматриваться как невеста маленького Жана де Монфора, с которым позднее провела почти всё детство — остальные дочери Эдуарда III были не только старше мальчика, но и уже были обручены. В 1345 году отец Жана бежал из плена и вскоре умер; маленький Жан де Монфор унаследовал герцогство Бретань. Опекуном при мальчике стал английский король. Сама Мария, не достигшая возраста одного года, стала считаться титулярной герцогиней Бретани.
Весной 1348 года Мария была представлена будущим свекрови Жанне Фландрской и золовке Жанне Бретонской, которые проживали при английском дворе. В 1351 году Эдуард III заключил мир с Карлом де Блуа, который пребывал в плену у англичан с 1347 года; согласно договору, Эдуард III признавал Карла герцогом Бретани, давал ему свободу в обмен на крупную сумму денег (до выплаты денег Карл обязался отослать в Англию своих старших сыновей) и брак младшей дочери короля Маргарет со старшим сыном Карла Жаном де Шатильоном. Таким образом, независимо от исхода войны одна из дочерей Эдуарда III становилась герцогиней Бретани. Договор был поддержан всеми сторонами. Таким образом, судьба Марии оставалась до конца не решённой. Однако брачный союз Шатильона и Маргарет так и не был заключён.

### Брак и смерть
Летом 1361 года в Вудстокском замке Мария вышла замуж за Жана де Монфора; это случилось не ранее 3 июля, поскольку в этот день Монфору было выплачено 20 фунтов в возмещение разных расходов по случаю «его брака». О самой церемонии известно только, что невеста была облачена в одеяние (тунику и мантию), изготовленное из золотой ткани её личным портным Джоном Эйвери. Мантия принцессы была необычайно длинной: на неё ушло семь отрезов ткани (более 56 ярдов), 600 стриженных шкурок беличьего меха, подаренных французским королём, и 40 шкурок горностая.
С вступлением в брак для Марии и её мужа ничего не изменилось: они продолжали жить при английском дворе, хотя теперь принцесса официально именовалась герцогиней Бретани. Планировалось, что спустя некоторое время чета покинет Англию и поселится в Бретани, однако вскоре Мария заболела.
Панегирист герцога Жана Гийом де Сент-Андре впоследствии писал, что супруги провели вместе всего 30 недель, после чего принцесса неожиданно впала в летаргию. Разбудить её оказалось невозможно, и вскоре Мария ослабела и умерла — всего за несколько недель до смерти её младшей сестры Маргарет. Хотя некоторые исследователи считают, что Мария умерла примерно в 1362 году, известно о выплате 13 сентября 1361 года клерку королевского двора 200 фунтов «за расходы на погребение госпожи Марии, дочери короля, герцогини Бретонской». Мария была похоронена в Эбингдонском аббатстве в Хэмпшире, где позднее по желанию матери также упокоилась её сестра Маргарет, которая умерла в конце 1361 года. Бронзовая эффигия Марии находится с южной стороны могилы Эдуарда III в Вестминстерском аббатстве. Хотя она никогда не бывала в Бретани, её надгробие украшает щит с гербами Бретани и Англии.
Смерть Марии огорчила не только её супруга-герцога, но и её отца, опасавшегося, что теперь союз с Бретанью будет разорван. Через год после смерти дочери Эдуард III формально передал защиту герцогства в руки Жана, который теперь достиг совершеннолетия и объявил себя вассалом французского короля. Одним из условий передачи власти было согласие молодого герцога не вступать в брак без разрешения короля Эдуарда, что позволяло сохранить союз двух государств без риска вмешательства третьей стороны в случае брака Жана с иностранной принцессой. В 1366 году Жану вновь нашли жену-англичанку — падчерицу Чёрного Принца и правнучку короля Эдуарда I Джоан Холланд, брак с которой, впрочем, также остался бездетным.